# ハンティントン (軽巡洋艦)
| USS Huntington CL-107 |                              |
| 艦歴                  |                              |
| 発注:                 |                              |
| 起工:                 | 1943年10月4日                |
| 進水:                 | 1945年4月8日                 |
| 就役:                 | 1946年2月23日                |
| 退役:                 | 1949年6月15日                |
| 除籍:                 | 1961年9月1日                 |
| その後:               | スクラップとして廃棄         |
| 性能諸元              |                              |
| 排水量:               | 10,000トン                   |
| 全長:                 | 611 ft 2 in                  |
| 全幅:                 | 66 ft 6 in                   |
| 吃水:                 | 20 ft                        |
| 機関:                 |                              |
| 最大速:               | 33ノット                     |
| 乗員:                 | 士官、兵員992名              |
| 兵装:                 | 6インチ砲12門、5インチ砲12門 |
| 艦載機:               |                              |

ハンティントン (USS Huntington, CL-107) は、アメリカ海軍の軽巡洋艦。ファーゴ級軽巡洋艦の2番艦。艦名はウェストバージニア州ハンティントンに因む。第二次世界大戦中に建造されたが、完成は終戦後となり短期間しか使用されなかった。

## 艦歴
ハンティントンは1943年10月4日にニュージャージー州カムデンのニューヨーク造船所で起工し、1945年4月8日にM・L・ジャレットジュニア夫人によって進水する。1946年2月23日にD・R・トールマン艦長の指揮下就役した。
グアンタナモ湾での整調訓練後、ハンティントンは1946年7月23日にフィラデルフィアを出航し第6艦隊に合流、地中海での任務に当たる。この巡航でハンティントンはナポリ、マルタ、ヴィラフランシュ、アレキサンドリアを含む様々な港に親善訪問を行い、不安定な戦後ヨーロッパの安定化に貢献した。1947年2月8日にジブラルタルを出発して、グアンタナモ湾沖での訓練に参加、ノーフォークおよびロードアイランド州ニューポートに停泊し、1947年5月20日に出航、再び地中海での任務に就く。
1947年9月13日に巡航を完了し、ハンティントンは10月24日にフィラデルフィアを出航、海軍予備役兵の訓練をバーミューダとニューファンドランドで1947年11月14日まで行う。その後フィラデルフィア海軍造船所入りし、1948年4月12日まで広範囲なオーバーホールが行われた。カリブ海での回復訓練の後4月27日にノーフォークに帰還する。その後1948年6月1日にニューポートを出航、地中海で新たな任務に就く。
ハンティントンは1948年6月から8月にかけて様々な港を訪問し、9月22日にスエズ運河を通過、アフリカ及び南アメリカへの親善訪問を行う。11月6日にアルゼンチンのブエノスアイレスに到着、フアン・ペロン大統領がハンティントンへの公式訪問を行った。11月10日にはウルグアイを訪れ、ベレス大統領の公式訪問を受ける。その後も巡航は続き、リオデジャネイロとトリニダードを訪問し、1948年12月8日に巡航は終了した。
その後ハンティントンはフィラデルフィアからカリブ海への短期巡航を行い、1949年1月22日にニューポートに帰還、1949年6月15日に退役する。予備役として保管後1961年9月1日に除籍、スクラップとして処分された。